# Likertschaal
In de enquetetechniek is de likertschaal een getalsmatige waardering van de persoonlijke instelling van de respondent ten aanzien van moeilijk te kwantificeren onderwerpen. Door deze techniek kunnen de antwoorden toch op intervalmeetniveau behandeld worden. De schaal is genoemd naar Rensis Likert, die de schaal voor het eerst in 1932 gebruikte. Likertschalen worden vooral toegepast in de psychologie en sociale wetenschappen.
Aan de respondent wordt gevraagd de mate van instemming met een bepaalde uitspraak aan te geven door middel van een meerkeuze antwoordmodel. De extremen van het antwoordmodel geven de mate van instemming met, dan wel afwijzing van, de uitspraak aan. Veel gebruikte extremen zijn "volledig mee eens" en "volledig mee oneens", hoewel ook andere varianten tot de mogelijkheden behoren.
Veel gebruikte schaallengten zijn 5- en 7-puntslikertschalen, maar ook langere schalen worden soms gebruikt. Wel zijn er aanwijzingen uit experimenten op basis van de meettheorie dat mensen over het algemeen voor de meeste psychometrische constructen geen zinnig onderscheid tussen meer dan 5 verschillende antwoordcategorieën maken. Voor veel statistische analyses is het noodzakelijk om te veronderstellen dat de antwoorden op de likertschaal niet alleen ordinaal, maar ook interval geschaald zijn. Formeel voldoen likertschalen echter niet aan deze eis. De 'afstand' tussen twee opeenvolgende antwoordcategorieën zoals "eens" en "noch mee eens, noch mee oneens" is niet noodzakelijkerwijs gelijk aan de 'afstand' tussen twee andere opeenvolgende antwoordcategorieën zoals "helemaal mee eens" en "eens". Toch wordt in een aantal wetenschapsgebieden nog wel aangenomen dat elke opeenvolgende antwoordcategorie precies even 'ver' van de voorgaande als de opvolgende antwoordcategorie staat. Ontwikkelingen in de meettheorie, bijvoorbeeld in de vorm van Rasch-modellen, hebben een dergelijke versimpeling achterhaald gemaakt. Desalniettemin zijn er nog grote groepen wetenschappers en praktijkbeoefenaars die eenvoudigweg een numerieke waarde van 1 tot het aantal categorieën aan elke antwoordmogelijkheid toekennen en op basis daarvan uitspraken plegen te doen.
Voor het meten van een construct met behulp van een likertschaal wordt doorgaans gebruikgemaakt van meerdere vragen. Het gebruik van het woord "schaal" kan in deze context soms verwarrend zijn, omdat hiermee niet alleen naar het aantal antwoordcategorieën verwezen wordt, maar ook naar alle vragen gezamenlijk die het meetinstrument vormen.

## Voorbeeld
Om de attitude ten opzichte van een bepaald product te meten kunnen bijvoorbeeld de volgende vragen gesteld worden:
1. Ik heb een positief gevoel bij dit product
2. Ik heb een hekel aan dit product
3. Het product doet niet wat het belooft

Voor elk van deze drie vragen kan de respondent kiezen uit dezelfde vijf antwoordopties: Helemaal eens / eens / noch mee eens, noch mee oneens / oneens / helemaal oneens. Voor een goede interpretatie is het noodzakelijk dat de resultaten van de tweede en derde vraag omgekeerd gecodeerd worden. Deze vragen zijn immers negatief geformuleerd.
Thurstoneschaal · Likertschaal · Guttmanschaal · semantisch differentiaal · Stapelschaal · Justerschaal · visueel analoge schaal